# (73648) 1979 ME6
(73648) 1979 ME6 – planetoida z pasa głównego asteroid okrążająca Słońce w ciągu 3,38 lat w średniej odległości 2,25 j.a. Odkryta 25 czerwca 1979 roku.